# کلکان (ولایت کابل)
کلکان یک روستا در افغانستان است که در ولسوالی کلکان واقع شده‌است.

## خصوصیات
کلکان ۱٬۶۱۰ متر بالاتر از سطح دریا واقع شده‌است.